# Scusi Eminenza... posso sposarmi?
Scusi Eminenza... posso sposarmi? è un film italiano del 1975 diretto da Salvatore Bugnatelli.

## Trama
Arrivato al paese di Vallelinda, don Vincenzo subisce le tentazioni sessuali e gli scherzi dei giovani del paese riuscendo però a stringere amicizia con Paola: dopo un iniziale resistenza finisce a letto con la perpetua Marta. A causa di questo episodio, la perpetua lascia la canonica e viene sostituita da Giovanni, anche se Vincenzo inizia a dubitare della sua vocazione e dopo molte riflessioni decide di sposarsi con Paola abbandonando la parrocchia.